# Akto
Akto (en kirguís: ﺍﻗﺘﻮﻭ, romanizado: Актоо, lit. 'monte blanco'; en chino, 阿克陶; pinyin, Āk'táo) es un condado bajo la administración directa de la Prefectura Kizilsu en la Región autónoma de Sinkiang, República Popular China. Su área es de 24 555 km² y su población total para 2010 superó los 200 mil habitantes.

## Administración
Desde octubre de 2019, el condado Akto se divide en 12 pueblos que se administran en 2 poblados, 9 villas y 1 villa étnica.